# André Michael Toschke
André Michael Toschke (* 17. Februar 1972 in Recklinghausen; † 2. Februar 2011) war ein deutscher Mediziner und Professor für Biometrie mit Schwerpunkt Beobachtungsstudien an der Ludwig-Maximilians-Universität München.

## Leben
Toschke war römisch-katholisch und wuchs in Datteln in der Kirchengemeinde St. Amandus auf. Er war ein Enkel von Georg Toschke (Träger der Stadtplakette Datteln) und Antonia Toschke (erste Ärztin der Vestischen Kinder- und Jugendklinik Datteln).
Von 1978 bis 1991 besuchte Toschke die Lohschule Datteln (kath. Grundschule) und das städtische Gymnasium Datteln, welches er mit dem Abitur verließ. Im Anschluss begann Toschke ein Studium der Humanmedizin und legte im Jahr 2000 an der Universität Essen seine Promotionsschrift vor.
Von 2003 bis 2006 arbeitete er als wissenschaftlicher Assistent am Institut für Sozialpädiatrie, Abteilung Epidemiologie, der Ludwig-Maximilians-Universität München und studierte parallel bis 2005 Statistik (M.Sc.). 2006 habilitierte er sich in Epidemiologie und wurde 2009 Professor für Biometrie mit Schwerpunkt Beobachtungsstudien an der LMU. Am 2. Februar 2011 verstarb er nach langer und schwerer Krankheit.

## Kurzlebenslauf
- 1991–1998 Studium der Humanmedizin an der Universität Essen
- 1999–2001 Studium der Öffentlichen Gesundheit und Epidemiologie (MPH) an der LMU München
- 1996–2000 Promotion zum Dr. med. an der Universität Essen
- 1998–2001 AiP in Nuklearmedizin und Pädiatrie Universitätsklinikum Essen und LMU München
- 2001–2002 Wissenschaftlicher Mitarbeiter im Institut für med. Informationsverarbeitung, Biometrie und Epidemiologie (IBE), Ludwig-Maximilians-Universität München
- 2002 Vollapprobation, Bezirksregierung Düsseldorf
- 2003–2006 Wissenschaftlicher Assistent (C1) im Institut für Sozialpädiatrie, Abteilung Epidemiologie, Ludwig-Maximilians-Universität München
- 2003–2005 Studium der Statistik (MSc) an der Ludwig-Maximilians-Universität München
- 2006 Habilitation in Epidemiologie an der Ludwig-Maximilians-Universität München
- 2006–06/2009 Senior Lecturer (Health Services Research) Department of Public Health Sciences, Division of Health and Social Care Research, King’s College London, UK
- 07/2009–04/2011 Gastprofessur im Department of Public Health Sciences, Division of Health and Social Care Research, King’s College London, UK
- 07/2009–04/2011 Professor für Biometrie mit Schwerpunkt Beobachtungsstudien (W2) im Institut für med. Informationsverarbeitung, Biometrie und Epidemiologie (IBE), LMU München

## Schriften
- Abhängigkeit epileptiformer, interiktualer Entladungen von CA3-Neuronen im hippocampalen Gewebe des Meerschweinchens vom ph-Wert: vergleichende Untersuchungen an 4 Modellepilepsien. – Essen, Univ., Diss., 2000